# Rede Cory Bookers am 1. April 2025
Die Rede von US-Senator Cory Booker ist die längste Rede, die im Senat der Vereinigten Staaten gehalten worden ist. In dieser Rede äußerte er sich zu verschiedenen politischen Themen sowie von ihm gesehenen Kontroversen rund um den US-Präsidenten Donald Trump. Er begann die Rede am 31. März 2025 gegen 19:00 Uhr (UTC–4). Die Rede wurde live über mehrere soziale Medien übertragen und erreichte dort zeitweise über 500.000 gleichzeitige Zuschauer. Sie endete am 1. April um 20:05 Uhr Ortszeit und hatte eine Gesamtdauer von 25 Stunden und vier bis sechs Minuten. Damit gilt sie als die längste zusammenhängende Rede in der Geschichte des US-Senats.

## Hintergrund
Ein Senator darf gemäß den Vorschriften der Parlamentskammer so lange das Wort führen, wie ihm vom Vorsitz das Rederecht erteilt wird – vorausgesetzt, es bestehen keine speziellen Einschränkungen für die Debatte. Dabei ist er verpflichtet, während seiner Rede zu stehen und sich nur mit geringfügigen Unterbrechungen zu äußern. Um eine Debatte im Senat zu beenden, ist eine Mehrheit von 60 der insgesamt 100 Stimmen erforderlich.
Eine Dauerrede wird oft als Filibuster bezeichnet. Damit wird die Taktik einer Minderheit in einem Parlament bezeichnet, durch Dauerreden oder die bloße Androhung von Dauerreden eine Beschlussfassung durch die Mehrheit zu verhindern oder zu verzögern. Die Rede Bookers war allerdings kein Filibuster im eigentlichen Sinne, da durch sie kein Gesetzesvorhaben aufgehalten wurde, sondern durch sie der Kampfgeist der Demokratischen Partei gezeigt werden sollte. Zuvor hatten Anhänger der Demokraten ihrer Partei vorgeworfen, Trump und seiner Politik nicht ausreichend energisch entgegenzutreten.
Den Rekord der längsten Einzelrede hatte vor Brooker Senator Strom Thurmond aus South Carolina mit einer Rede der Gesamtlänge von 24 Stunden und 18 Minuten inne, die er am 28. und 29. August 1957 hielt. Er wollte damit den Civil Rights Act of 1957 verhindern, der Afroamerikanern die Wahrnehmung des Wahlrechts erleichtern sollte.

## Inhalt
Booker kritisierte die von Donald Trump veranlassten Einsparungen im öffentlichen Dienst sowie die damit verbundenen Entlassungen zahlreicher Regierungsangestellter. Darüber hinaus warf er Trump vor, zunehmend Macht an sich zu ziehen und dadurch die demokratischen Strukturen der Vereinigten Staaten zu gefährden. Dieses Vorgehen bezeichnete Booker als „verfassungswidrig“. Er erklärte, dass Trump in den ersten 71 Tagen seiner erneuten Amtszeit der Sicherheit der Bevölkerung, der finanziellen Stabilität und den demokratischen Grundlagen erheblichen Schaden zugefügt habe. Er trug auch Schreiben von Bürgern vor, in denen Kritik an Trumps Andeutungen zur Annexion Kanadas und Grönlands geäußert wurde. Die Verfasser warnten zudem vor einer möglichen Verfassungskrise.
Booker begann seine Rede am 31. März 2025 gegen 19:00 Uhr (UTC–4). Die Rede wurde live über mehrere soziale Medien übertragen und erreichte dort zeitweise über 500.000 gleichzeitige Zuschauer. Er beendete die Rede am 1. April um 20:05 Uhr Ortszeit nach 25 Stunden und je nach Zählung vier bis sechs Minuten. Damit gilt diese als längste zusammenhängende Rede in der Geschichte des US-Senats.